# Del Meriwether
Del Meriwether (eigentlich Wilhelm Delano Meriwether; * 23. April 1943) ist ein ehemaliger US-amerikanischer Sprinter.
Bei den Panamerikanischen Spielen 1971 in Cali gewann er Bronze über 100 m.
1971 wurde er US-Meister über 100 Yards und 1972 US-Hallenmeister über 60 Yards.
Er war der erste Afroamerikaner, der an der School of Medicine der Duke University akzeptiert wurde. Nach seinem Master an der Johns Hopkins University war er 1973/74 White House Fellow. 1976 leitete er das nationale Grippeimpfungsprogramm.
Mit seiner Ehefrau Nomvimbi wirkte er von 1983 an acht Jahre lang als Arzt in deren Heimat Südafrika. Ihre Tochter Nana Meriwether wurde 2012 Miss USA.

## Persönliche Bestzeiten
- 100 Yards: 9,3 s, 12. Juni 1971, Wichita
- 100 m: 10,2 s, 21. Juni 1974, Westwood